# Struga (Marki)
Struga – część miasta Marki w województwie mazowieckim w powiecie wołomińskim, nad rzeką Czarną. Do 1957 roku, kiedy Marki otrzymały prawa osiedla, oddzielna wieś. W 1958 włączone do Marek i od 1967 w granicach miasta Marki.
Znajdują się tu skrzyżowania drogi wojewódzkiej nr  (dawnej drogi krajowej nr 8) Warszawa – Radzymin (Aleja Marszałka Józefa Piłsudskiego) z drogami wojewódzkimi:
- Rembertów – Marki – Nieporęt – Nowy Dwór Mazowiecki
- Marki – Legionowo.

Znajduje się tu też kościół parafialny pw. św. Andrzeja Boboli w Markach-Strudze wybudowany w latach 1928–1931 oraz Kuria Generalna Zgromadzenia Świętego Michała Archanioła. 

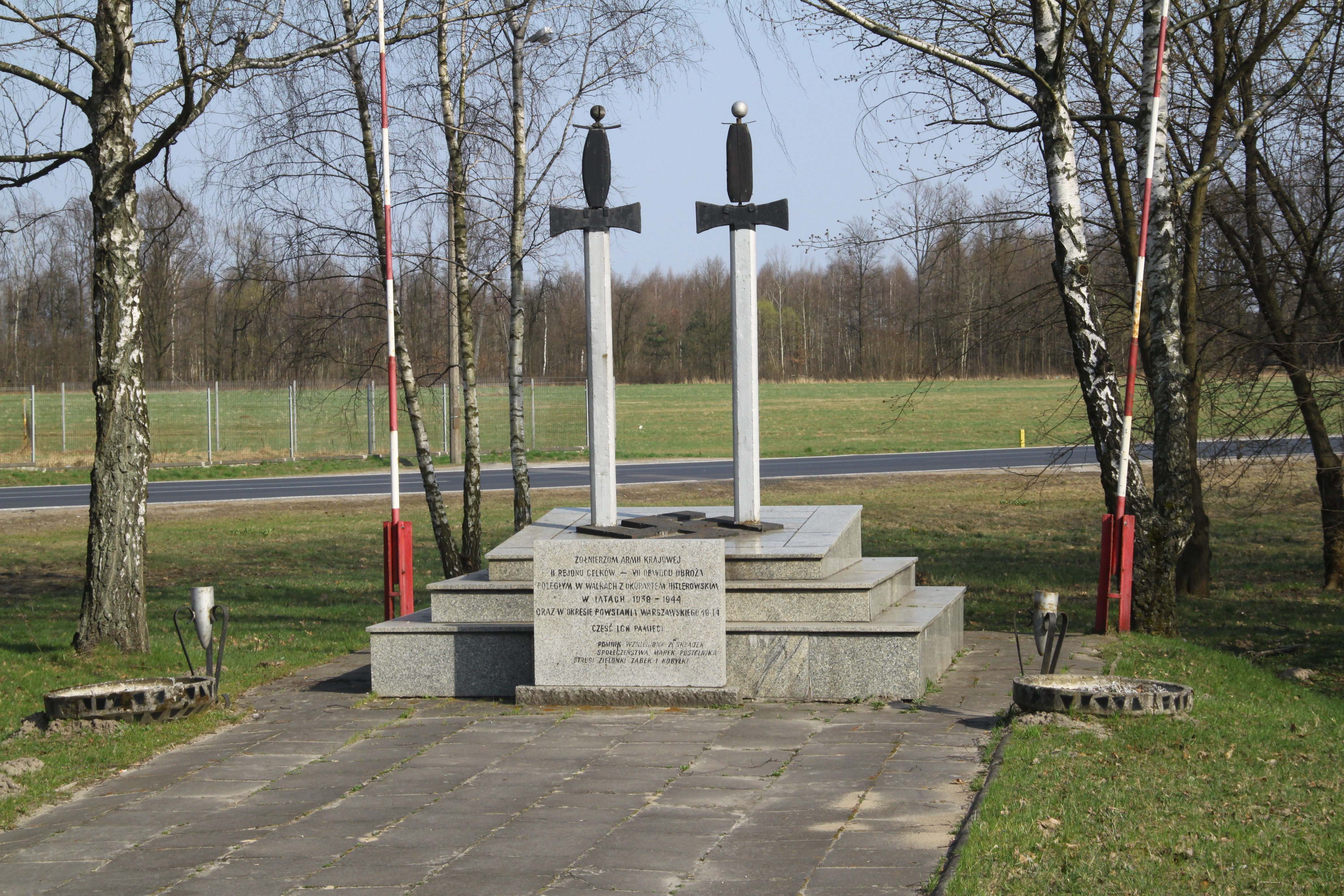
Pomnik żołnierzy AK

W pobliżu węzła drogi wojewódzkiej nr 629 (al. Józefa Piłsudskiego) z drogą wojewódzką nr 631 (ks. Antoniego Poławskiego) znajduje się wzniesiony w 1963 roku pomnik upamiętniający walk żołnierzy AK II Rejonu "Celków - Marki". Autorem projektu jest żołnierz AK - Roman Grabowski ps. "Dziadek". W 1994 roku dokonano renowacji pomnika.
Dawniej znajdowała się tu stacja kolejowa Struga oraz przystanek Struga Warszawska.
Według legendy w Czarnej Strudze nad rzeką stała karczma, której mury odpowiadały na życzliwe pozdrowienia wędrowców echem aż osiem razy odbitym.